# Castell Vell de Rosanes
El Castell Vell de Rosanes (actualment també conegut com a castell de Sant Jaume) és un castell localitzat a Castellví de Rosanes, al Baix Llobregat. La primera notícia documentada del castell es remunta al 963 com a Castrum Vetulo (Castell Vell), i hi surt esmentat el personatge Gilelmus com a senyor del castell en una escriptura de confirmació de terres feta al Sant Cugat. Aleshores, els castells i possessions de Castellví de Rosanes i Castellví de la Marca pertanyien a una mateixa família, els Castellví o Castellvell. Aquesta família tingué molta influència a la cort comtal i la ciutat de Barcelona. És una obra declarada bé cultural d'interès nacional.

## Ubicació
El castell de Castellvell està situat a una altitud de 369 metres en una estratègica situació dominant el pas pel corredor de la depressió penedesenca i alhora controlant el pas pel curs del Llobregat camí de Barcelona. Des de la seva situació hi ha una bona visió sobre els altres castells de la marca del Penedès i ben a prop seu hi ha els castells menors del Pairet i de Rocafort, edificats posteriorment.

## Etimologia
El nom de Rosanes prové del cognom originari Rodanes (aquesta denominació fou també la primitiva del castell d'Eramprunyà), i Castellvell derivà amb el temps a Castellví, topònim que es troba a Castellví de Rosanes i Castellví de la Marca, encara que la denominació de «vell» té diverses teories: una d'elles és la necessitat de diferenciar-se del proper castell de Rosanes (o de Pairet), edificat posteriorment; una altra es deu al fet d'existir uns fonaments romans; i la darrera és la que fa referència a la reedificació del castell primitiu (o Vell) després de la seva destrucció per Almansor (985).

## Descripció
Conserva un gran recinte, amb restes de murs i bestorres, arran de l'espadat, bases d'una torre romana i altres dependències en ruïnes que formaven el cos del castell. El conjunt fou destruït el 1714.
El castell de Sant Jaume consta de dos recintes principals, el primer i més antic dels quals envolta una massissa torre romana de planta circular construïda amb grans carreus escairats, assentats amb un morter duríssim. L'aparell del primer recinte és d'angles roms, d'opus spicatum. El segon recinte, que inclou el lloc on devia haver-hi el poblat, alterna panys de muralla amb bestorres rectangulars i aquestes, soltes, contornegen la part superior de tot el turó. Aquest recinte, d'estructura gòtica, inclou una estança que fins fa poc conservà dues arcades de diafragma ogivals i altres cambres, avui plenes d'enderrocs.

### Capella
D'una sola nau, amb absis semicircular ornamentada exteriorment amb bandes i arcuacions llombardes. És construïda amb carreus escairats. La capella de Sant Jaume del Castellvell de Rosanes està situada al pla de sota el castell. L'edifici és molt simple, amb una nau rectangular i un absis semicircular, decorat a la part exterior amb arcuacions llombardes, i amb una entrada lateral amb arc de mig punt. La porta d'entrada que hi ha al costat dels peus és posterior, possiblement del segle xvii o XVIII. Presenta dues finestres al costat de migdia i una al centre de l'absis. Actualment està abandonada i solament s'utilitza com a magatzem.

### Tram del recinte jussà
Tram de muralla que en planta és un polígon totalment irregular seguint la natural forma de la muntanya. Fou reformada en diverses èpoques. Els panys més vells es conserven a la part de més difícil accés. El tram que mostren a la fotografia d'inventari es troba a la part de migdia, prop de la cisterna soterrada i prop de la porta antiga del sud-oest, molt inaccessible: és la "Portelleta".

### Sala gòtica
Ubicada a ponent del recinte jussà, es troba dins la zona residencial. De planta rectangular amb l'eix longitudinal direcció sud-est/nord-oest. Conserva una paret de tancament i les parets longitudinals separades per dues arcades de diafragma de les quals es conserven només els arrencaments. L'amplada d'ull dels arcs és de 7 m. Eren lleugerament apuntats i possiblement sostenien una coberta planta de fusta. Als murs conservats s'obren 3 portes a diferents nivells. N'hi ha una més tardana que les altres, possiblement fruit d'una reforma del segle xvi, d'arc escarser; les altres dues són d'arc de mig punt.
Sembla que era la cambra més noble i el centre de la part d'habitació del castell, la Sala que esmenten els documents, la residència del senyor. La seva cronologia pot ser de finals del segle xiii o principis del XIV, del temps que hi visqué amb continuïtat llargues temporades Guillema de Montcada, senyora de Castellví.

## Història

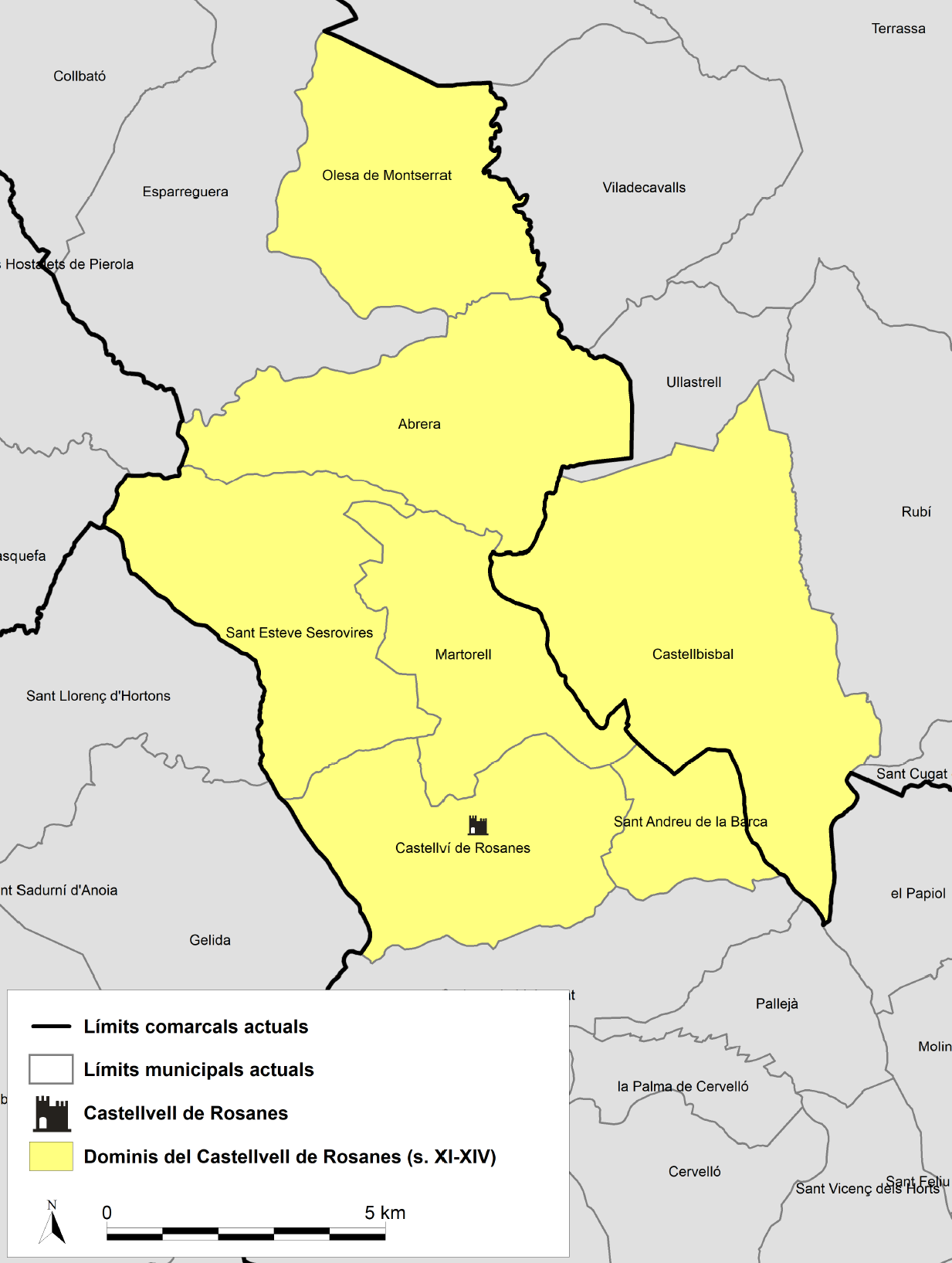
Dominis del Castellvell de Rosanes

La baronia de Castellvell comprenia els municipis actuals d'Abrera, Castellbisbal, Castellví de Rosanes, Martorell, Sant Andreu de la Barca, Sant Esteve de Sesrovires i Olesa (1076). Tot i això, el seu origen cal vincular-lo al procés de fortificació de tota aquesta zona, especialment intens a les darreries del segle ix i, encara més, als inicis del X. És el moment que es veu aparèixer a la documentació els castells de Masquefa, Gelida, Subirats, etc. i que s'ha de relacionar amb un procés de reorganització del territori i de consolidació del que seria l'administració alt-medieval i crearia les bases del procés posterior de feudalització.
En concret, el Castellví de Rosanes és documentat per primer cop el 963. De la torre romana emplaçada al cim del turó cal dir que, versemblantment, estaria relacionada amb la construcció del pont romà del Diable, que creua el Llobregat a Martorell, i amb l'antiga via que, sota Castellví, es dirigia vers el Penedès.
El Castellví de Rosanes fou centre de la baronia de Castellvell, que a la primeria del s. XI pertanyia a Guillem Amat de Castellvell, prohom de la cort de Ramon Borrell i Ermesenda. La baronia seguí en mans del llinatge de Castellvell fins al 1228 que, a la mort de Guilleuma de Castellvell, passà al seu fill, Guillem de Montcada i de Castellvell. A la primeria del s. XIV dels Montcada passà als Foix. Sembla que l'obra principal de fortificació, la gòtica, és d'aquest temps, o sigui, des de Guilleuma fins que pervingué als Foix.
La capella està documentada el 1288 i el 1292. Segons J. Moran, sembla que fou bastida en commemoració de la derrota dels almoràvits l'any 1108. Les fonts narratives diuen que foren derrotats a la batalla del Port (la capella és emplaçada en un coll entre el Montgai i el turó del Castell de Sant Jaume) vora Martorell i, segons les mateixes fonts, els almoràvits no van poder prendre el Castellví.
A l'any 1396 fou empresonat i enviat al Castell el 5é President de la Generalitat de Catalunya, Joan I d'Empúries, a causa de la rebel·lió contra el Cerimoniós i de la seva vinculació amb la invasió del comte de Foix en les lluites contra els Armanyac, on morí el dos d'abril de 1398.
El conjunt de construccions va patir desperfectes en els Terratrèmol de Catalunya de 1428. Arran de la súplica, Alfons el Magnànim manà al batlle general de Catalunya, Pere Becet, que visités personalment i exhaustiva el castell, acompanyat de mestres experts es realitzà una inspecció el 27 de maig de 1428. A l'informe va assenyalar que, “quan després de tants anys de lluites el secular Castellvell necessità importants reparacions, a instància del seu castellà, Bernat de Jonqueres, Alfons ordenà al batlle general de Catalunya que reconegués i taxés les obres necessàries, qui anà personalment a la fortalesa amb mestres de cases i fusters”; el pressupost de la reparació ascendí a 698 lliures.

## Setge i destrucció del Castell el 1714
Després de la matança de Sant Quintí de Mediona del 10 de gener de 1714, on assassinaren absolutament tothom que hi havia al poble, unes 800 persones, el brigadier González continuà la repressió per la zona del Llobregat. Van arribar al Castell de Rosanes amb 2300 peons, 300 dragons a cavall i una secció d'enginyers que el 13 de gener de 1714 fou ocupat per uns 30 paisans comandats pel coronel de miquelets Miquel Santjoan i els acompanyaven les famílies, que els seguiren per por de les represàlies.
Poc imposats per tan galdós adversari, els filipistes atacaren sense cap precaució. Foren rebutjats molt durament, ja que dones i infants prengueren les armes sobreres i llançaren grosses pedres sobre els qui volien forçar la porta. Encegats pel fracàs, els assaltants feren una nova envestida, més desmanyotada que la precedent, amb un altre desastre encara pitjor. Van perdre en total 360 homes entre ferits i morts, comptant als darrers el tinent coronel del regiment de Guadalajara. González ordenà els minadors que arrambessin càrregues explosives als murs, però els especialistes exigiren preparació artillera. El brigadier demanà canons.
Els ocupants del Castell coneixedors que no podrien fer front a l'atac dels canons, a la nit del 23 de gener, els 64 defensors que encara podien caminar, d'ambdós sexes i de totes edats, es despenjaren pel cingle que flanquejava el castell. Un home, tres dones i un infant s'hi van estimbar perdent la vida, els altres van aconseguir escapar. A mitja hora de marxa, els fugitius van trobar un petit destacament de tropa regular que els va enviar Manuel Desvalls, des de Cardona per al seu socors.
El castell fou destruït amb dues robes de pólvora d'uns 21 Kg en total. L'acció va acabar fent volant per l'aire la torre, bona part dels edificis i l'església parroquial que hi havia al costat.

## Galeria d'imatges

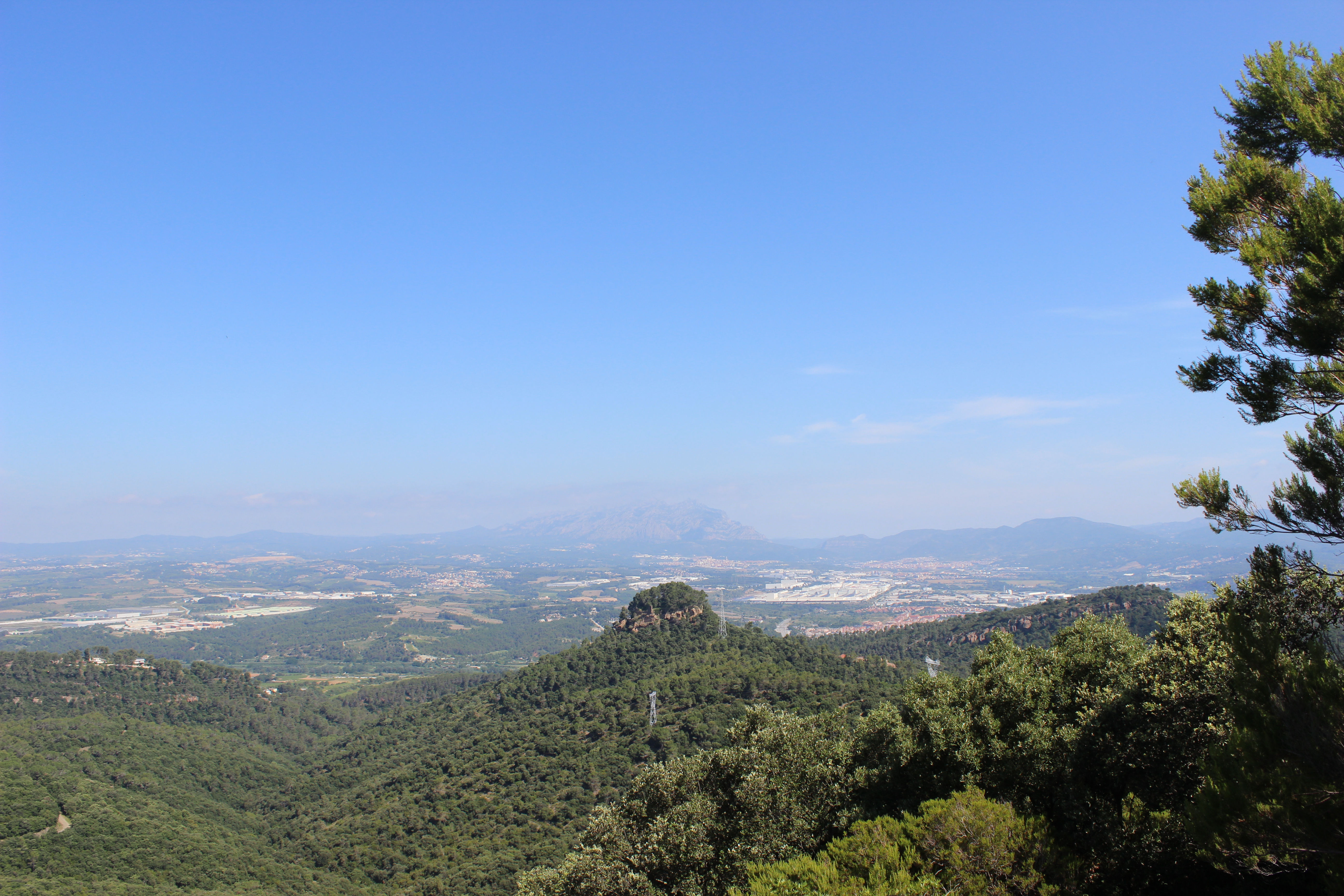
Vista del Turó del Castell
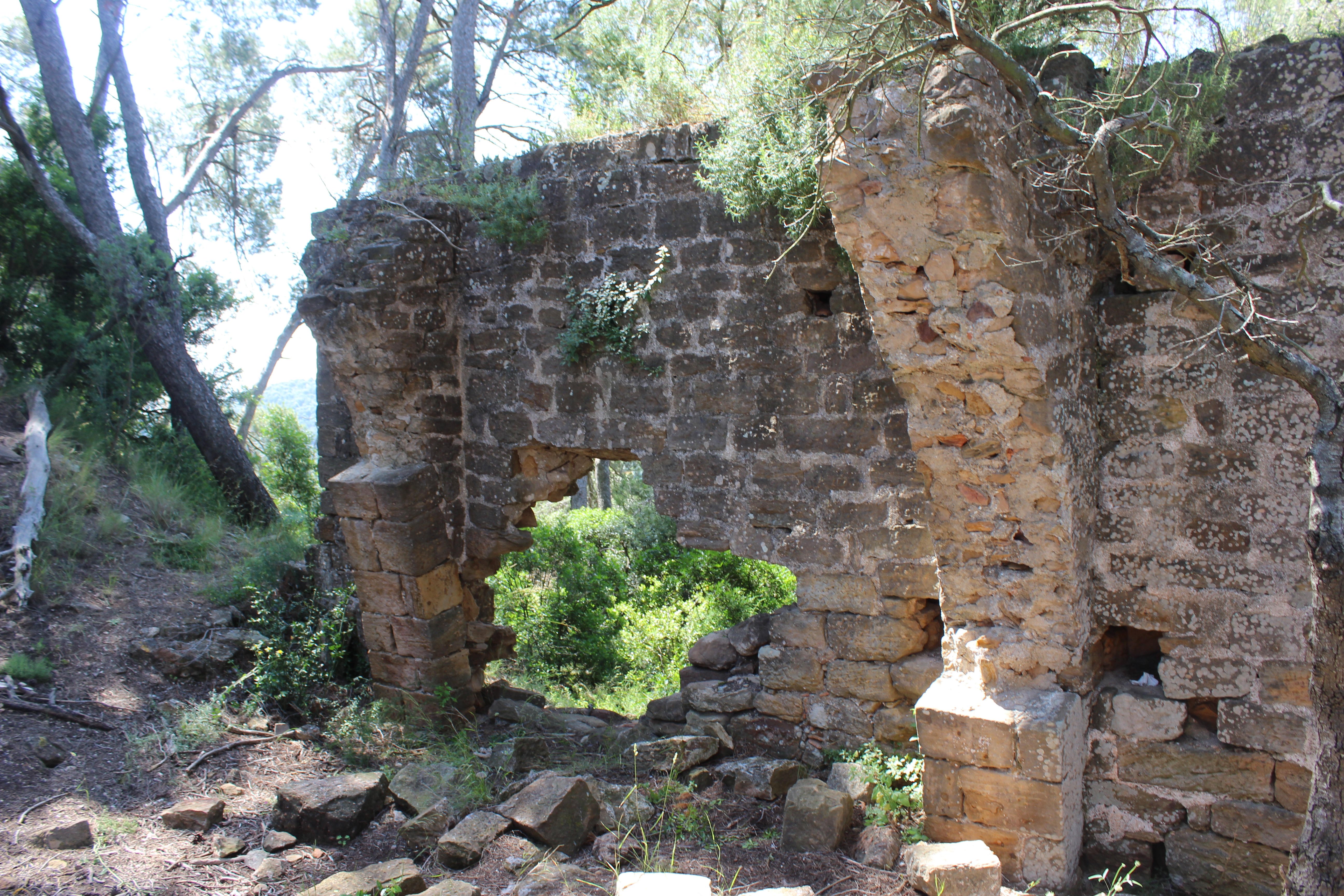
Ruïnes del Castell
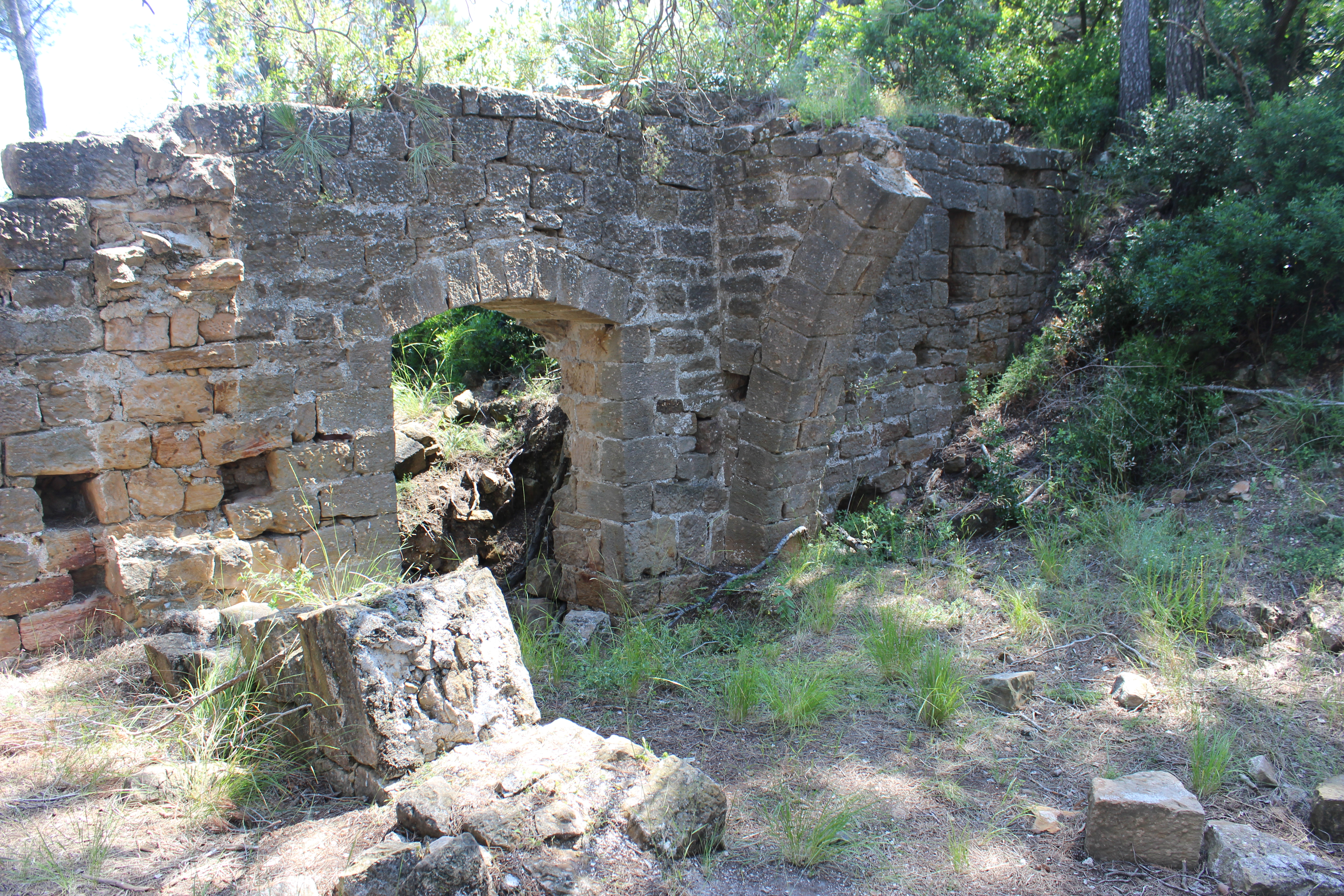
Ruïnes del Castell
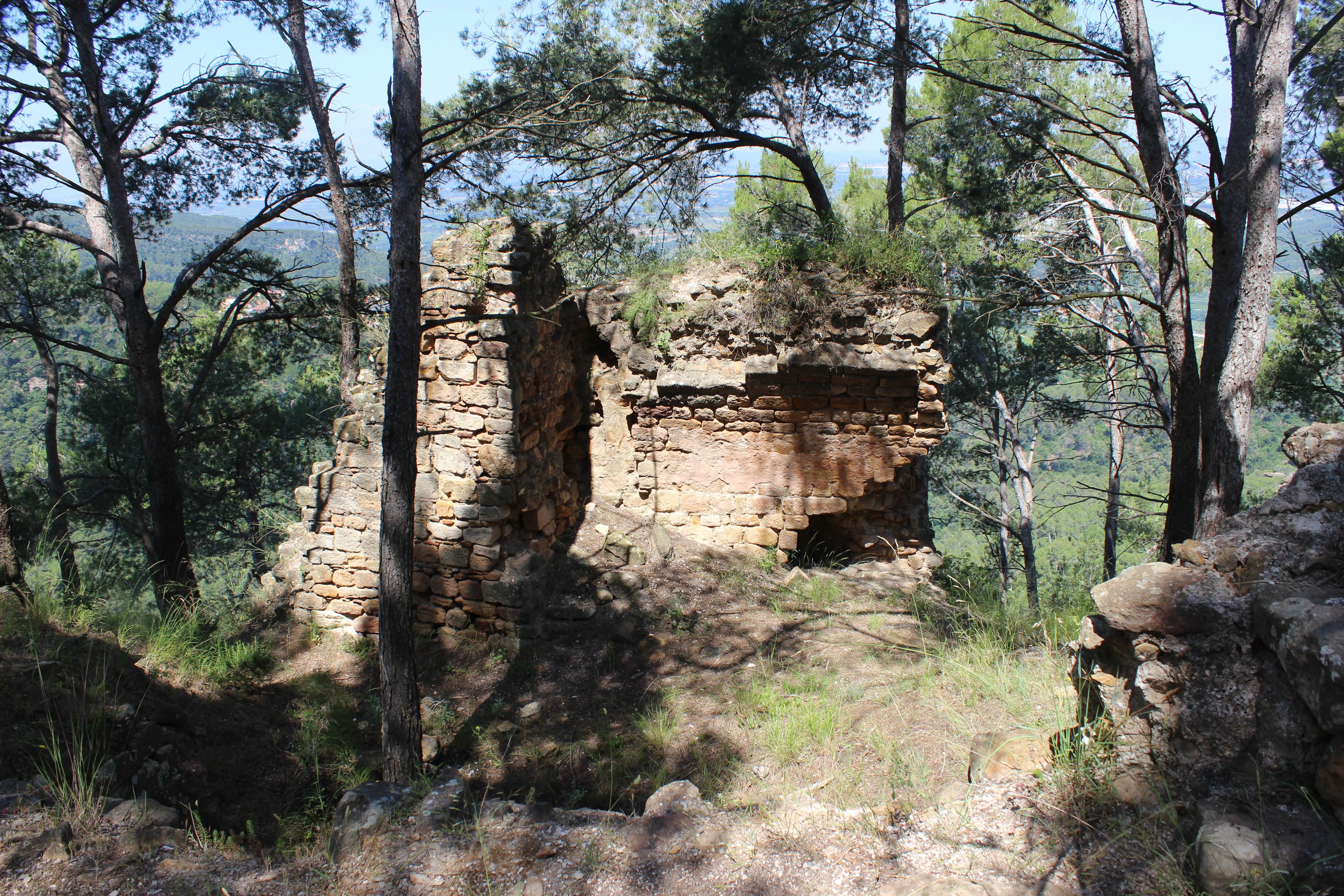
Ruïnes del Castell
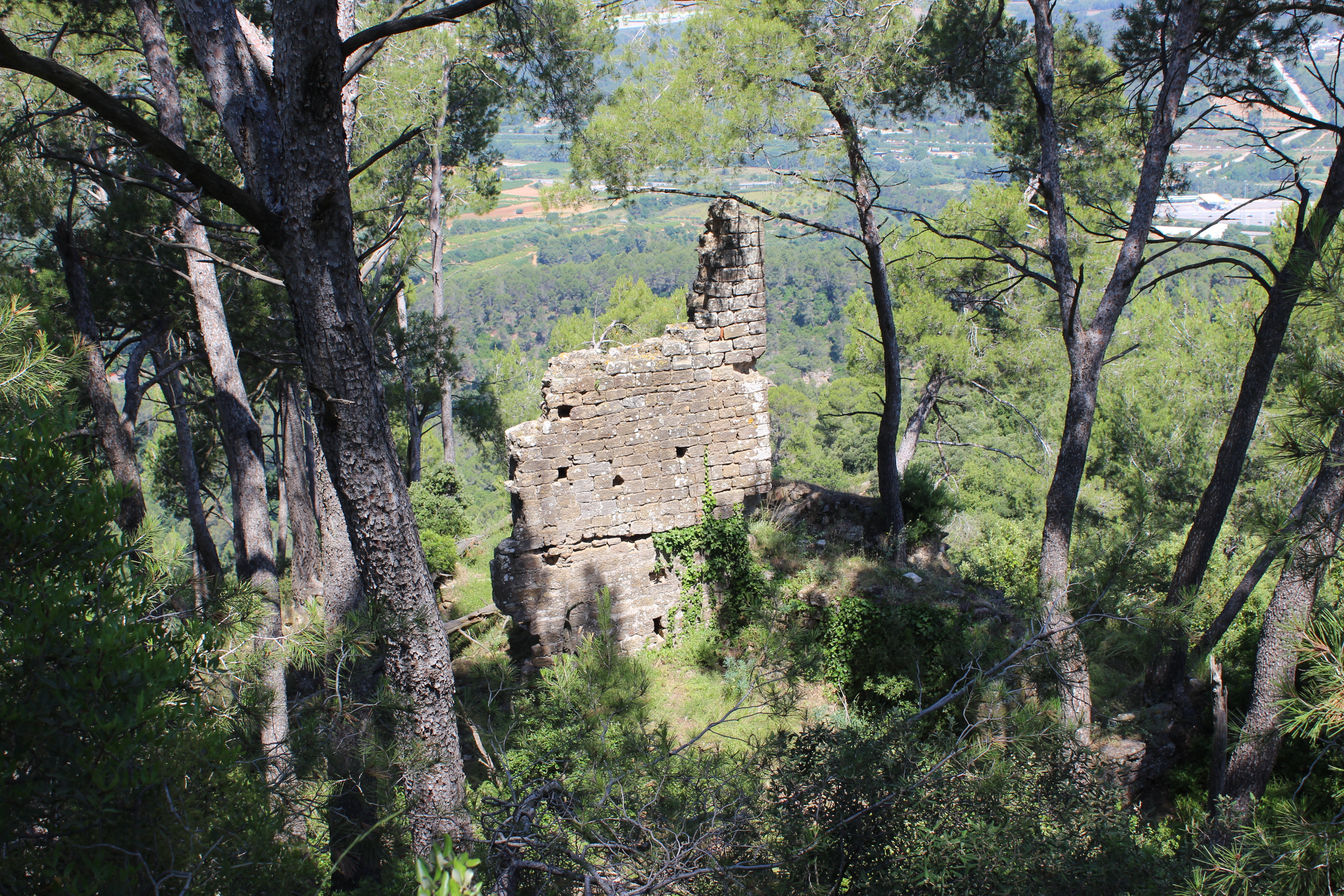
Ruïnes del Castell